# FSO Polonez Coupé
FSO Polonez Coupé – trzydrzwiowa odmiana samochodu FSO Polonez MR'78 produkowana w krótkich seriach w latach 1981 oraz 1983.

## Historia
FSO Polonez Coupé został zaprojektowany przez Centro Stile Fiat z udziałem polskich stylistów i inżynierów. Różnił się on od pięciodrzwiowego modelu brakiem tylnych drzwi, szerszymi drzwiami przednimi, zastosowanymi później w dostawczym Polonezie Trucku oraz wymiarami nadwozia i masą własną. Natomiast od standardowej wersji trzydrzwiowej model różnił się bocznymi, chromowanymi, szerszymi słupkami oraz tapicerkami, które były z materiału. Odmienne były również przetłoczenia boczne, jak i tylne boczne szyby. Nadwozie Poloneza Coupé miało znacznie lepszą sztywność skrętną w porównaniu do modelu pięciodrzwiowego nie tylko dzięki mniejszej liczbie drzwi, ale także z uwagi na grubsze progi, posiadające 4 warstwy zamiast 3 co zdecydowanie predysponowało nadwozie do wykorzystania w sporcie samochodowym.
Coupé produkowano w krótkich seriach w 1981 roku i 1983 roku, a w 1982 roku Coupé, jak i również standardowy model trzydrzwiowy pokazano na Międzynarodowych Targach Poznańskich.

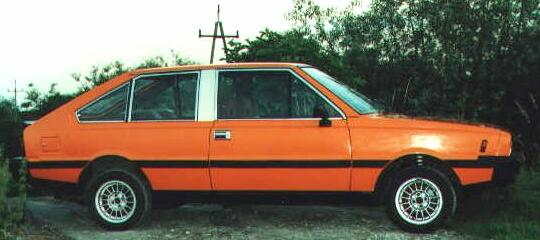
FSO Polonez Coupé 1.5 X

Poloneza Coupé produkowano z dwoma rodzajami przodu: z „noskiem” (użytym później w modelu MR'85) i „klasycznym” znanym z modelu pięciodrzwiowego (zachowały się dwa egzemplarze z tym rodzajem przodu). Do dziś zachowało się niewiele egzemplarzy, z których 17 sztuk (na dzień 17.08.2010) jest udokumentowanych przez grono zainteresowanych historią FSO. Samochód napędzany był standardowym silnikiem o pojemności 1481 cm³ współpracującym z 4- lub 5-biegową skrzynią, który występował w dwóch wersjach mocy 75 KM i 82 KM oznaczonym literą X. Kolorystyka drugiej serii to dwa kolory szaro-stalowy i orzechowy (pomarańczowy). Produkcja na większą skalę nie została podjęta. Istnieją hipotezy o wyprodukowaniu łącznie około 40 sztuk, lecz sama fabryka nie jest w stanie ustalić tej liczby. Na przeszkodzie w rozwinięciu wielkoseryjnej produkcji stanęło załamanie gospodarcze początku lat 80. Wstępnie przewidywano montowanie silnika 2000 OHC, na którego licencję zakupiono u Fiata wraz z dokumentacją produkcyjną Poloneza w 1974 roku.

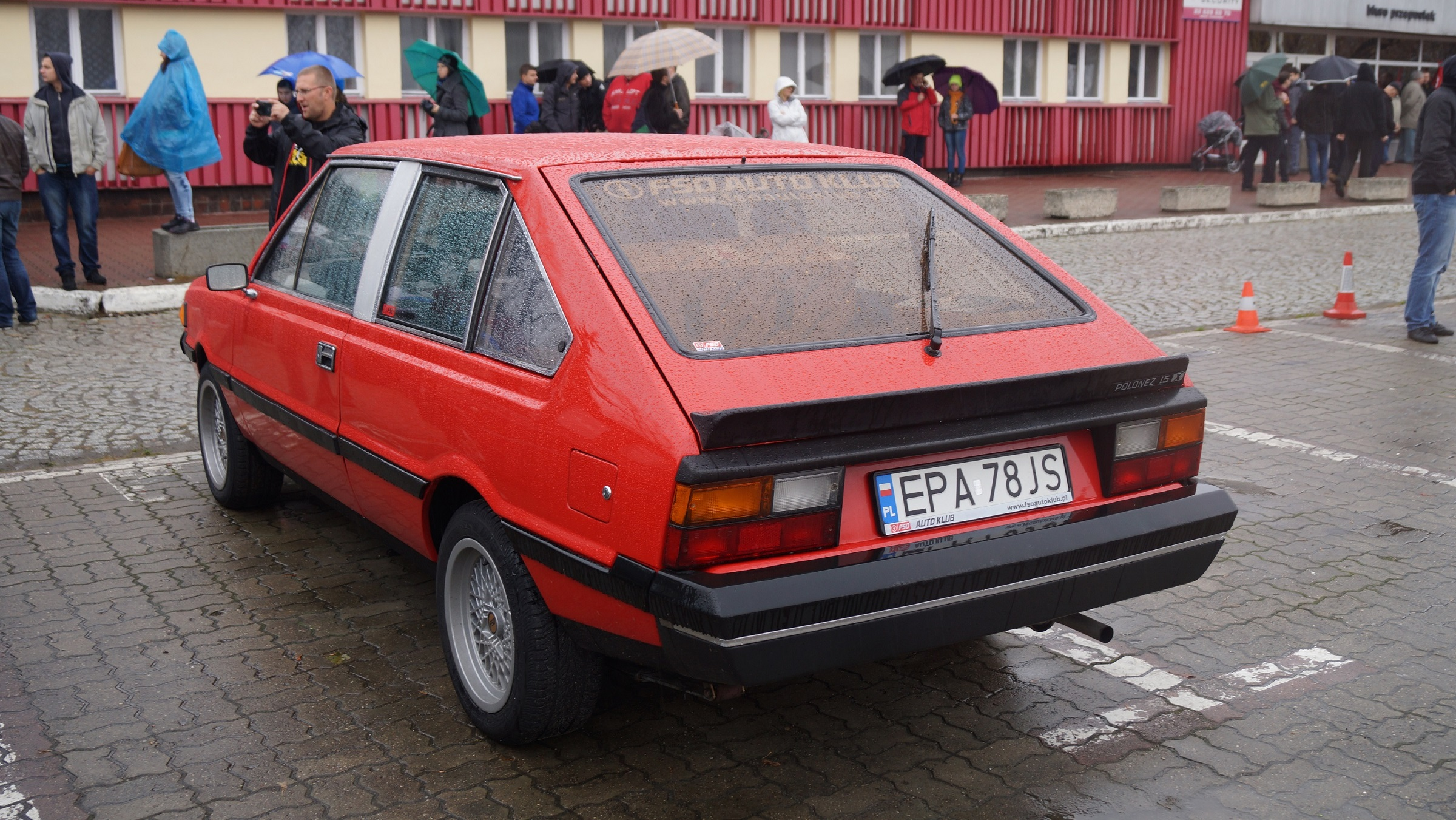
FSO Polonez Coupé – tył pojazdu

Nieznane są losy prototypu Poloneza Coupé, który w 1975 roku powstał we Włoszech na zamówienie rządu polskiego i był przechowywany w OBR w Falenicy jeszcze w latach 80. XX wieku. Zachował się jedynie prototyp wersji trzydrzwiowej, który pod nazwą Polski prezentowany jest w muzeum NOT w Chlewiskach w Warszawie.
Istniały również fabryczne rajdowe wersje Coupé, wyposażone m.in. w silnik 2.0 DOHC doładowany sprężarką Volumex G60 i kłową skrzynię biegów. Różniły się one od drogowych Coupé pojedynczymi tylnymi szybami bocznymi wykonanymi z pleksiglasu.
Wnętrze pojazdu posiadało kompletne wyposażenie dostępne wówczas w Polonezie, w tym m.in. lepiej wyprofilowanie fotele, obrotomierz oraz radio Safari.

## Silniki
| Wersja            | Silnik                    | Układ zasilania         | Średnica × skok tłoka | St. sprężania     | Moc maksymalna                      | Maks. moment obrotowy        | 0–100 km/h        | V-max             |
| Silniki benzynowe | Silniki benzynowe         | Silniki benzynowe       | Silniki benzynowe     | Silniki benzynowe | Silniki benzynowe                   | Silniki benzynowe            | Silniki benzynowe | Silniki benzynowe |
| ----------------- | ------------------------- | ----------------------- | --------------------- | ----------------- | ----------------------------------- | ---------------------------- | ----------------- | ----------------- |
| 1500 AA           | R4 1,5 l (1481 cm³), OHV  | gaźnik Weber typ 34DCMP | 77 × 79,5 mm          | 9,2:1             | 75 KM (55,2 kW) przy 5200 obr./min  | 114,7 N·m przy 3200 obr./min | b.d.              | 155 km/h          |
| 1500 AB           | R4 1,5 l (1481 cm³), OHV  | gaźnik Weber typ 34DCMP | 77 × 79,5 mm          | 9,2:1             | 82 KM (60,4 kW) przy 5200 obr./min  | 113,8 N·m przy 3400 obr./min | b.d.              | 160 km/h          |
| 2000              | R4 2,0 l (1995 cm³), DOHC | gaźnik Weber typ 34 ADF | 84 × 90 mm            | 9:1               | 112 KM (82,4 kW) przy 5600 obr./min | 157,9 N·m przy 3000 obr./min | b.d.              | 165 km/h          |